# Сиваш (річка)
Сива́ш (крим. Sıvaş, також Аппа́з-Багала́к, крим. Appaz Bağalaq) — маловодна балка у Джанкойському районі Криму.
Довжина водотоку – 7, км, пл0оща водозбірного басейну – 92,4 км².
На сьогодні за номенклатурою Північнокримського каналу, є головним колектором № 21 каналу довжиною 16,5 км (у тому числі по руслу річки 7,0 км), що покриває площу з дренажною мережею 3636 гектар.
Сиваш проходить у північно-східному напрямку, притоків не має. Ложе балки складається з алювіальних (заплавних) суглинків та супісків, зверху покритих лугово-каштановими солонцюватими ґрунтами та їх поєднаннями з лугово-степовими солонцями.
Впадає в затоку Сиваш біля села Зелений Яр на позначці — 0,3 м від рівня моря.
Водоохоронна зона балки – 100 м.